# باشگاه فوتبال رئال یونیون
باشگاه فوتبال رئال یونیون یک باشگاه فوتبال اسپانیایی مستقر در ارون، در منطقه خودمختار باسک، در استان گیپوسکوا، در نزدیکی مرز فرانسه است. در ۱۵ مه ۱۹۱۵ تأسیس شد و در حال حاضر در پریمرا فدراسیون بازی می‌کند و مسابقات خانگی را در ورزشگاه ۵،۰۰۰ نفری گال برگزار می‌کند. رئال یونیون یکی از بنیانگذاران لا لیگا در سال ۱۹۲۹ بود. این باشگاه چهار فصل را در نخبگان اسپانیا گذراند و در سال ۱۹۳۲ به دسته چهارم فوتبال اسپانیا سقوط کرد.

## تاریخچه

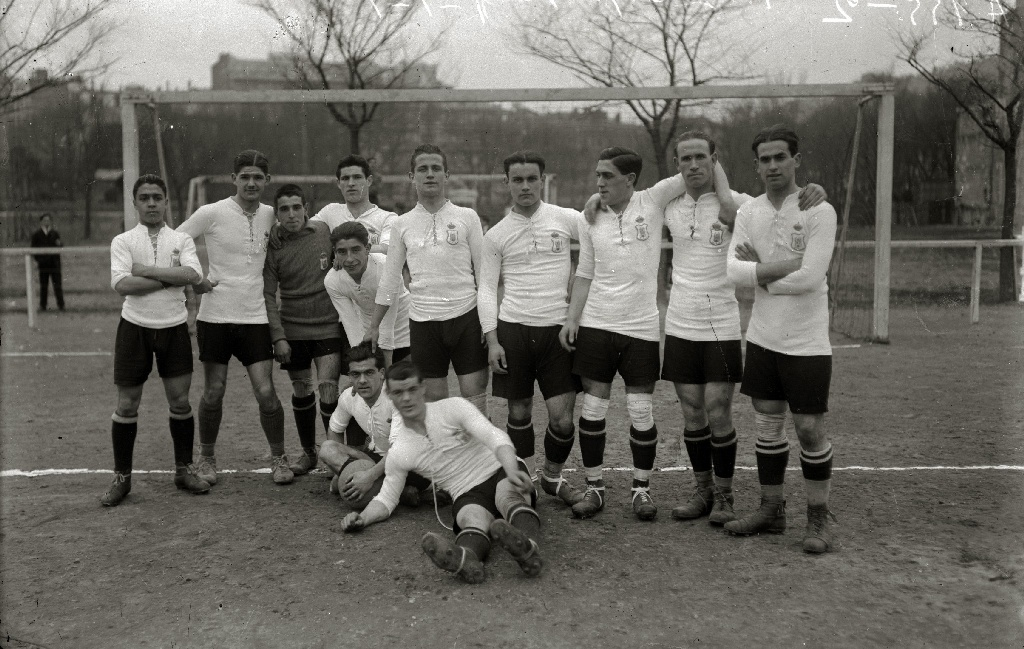
بازیکنان رئال یونیون در ۱۹۱۶

رئال یونیون یکی از تیم‌های اولیه فوتبال اسپانیایی بود که در سال ۱۹۲۸ پیشگام بود و به همراه باشگاه‌های دیگر باسکی اتلتیک بیلبائو، رئال سوسیداد و آرناس ده گتسو اعضای لالیگا را در سال ۱۹۲۸ تأسیس کردند. این باشگاه در سال ۱۹۱۵ پس از ادغام باشگاه ورزشی ارون و باشگاه راسینگ ارون تشکیل شد. تیم اول در سال ۱۹۰۲ با نام باشگاه فوتبال ارون تأسیس شد و نام خود را در سال ۱۹۰۷ تغییر داد. تیم دوم که در سال ۱۹۰۸ تأسیس شد، قبلاً در سال ۱۹۱۳ کوپا دل ری را برده بود و اتلتیک بیلبائو را ۱–۰ در فینال شکست داده بود. قبل از اینکه آلفونسوی سیزدهم موافقت سلطنتی را به باشگاه بدهد، این باشگاه برای مدت کوتاهی با نام باشگاه یونیون ارون شناخته می‌شد، اما در طول جمهوری دوم اسپانیا، باشگاه به این نام بازگشت.
سپس رئال یونیون سه بار دیگر قهرمان کوپا دل ری شد و در سال ۱۹۱۸ و بار دیگر در سال ۱۹۲۴ رئال مادرید را شکست داد (با مربیگری استیو بلومر، مهاجم سابق دربی کانتی و انگلیس). در سال ۱۹۲۷ آنها آرناس گتسو را در اولین فینال تمام باسکی شکست دادند. دو فینال آخر هر دو با پیروزی ۱–۰ به پایان رسید و خوزه اچوسته در هر دو مورد قهرمانی را بدست آورد. در سال ۱۹۲۲ آنها نایب قهرمان شدند و ۵–۱ به بارسلونا باختند. در سال ۱۹۳۰ آنها در مسابقات کوپا ملت‌ها در ژنو، سوئیس شرکت کردند، یک سلف لیگ قهرمانان اروپا از زمانی که قهرمانان تمام کشورهای بزرگ فوتبال اروپا دعوت شدند، اگرچه هرگز کاملاً مشخص نبود که چرا یونیون دعوت شد زیرا آنها در رده ششم لالیگا ۳۰–۱۹۲۹ قرار گرفتند.  با این وجود، آنها در مرحله یک چهارم نهایی توسط اسلاویا پراگ حذف شدند. این باشگاه در سال ۱۹۳۲ از لالیگا سقوط کرد.
در سال ۱۹۲۰، زمانی که اسپانیا اولین بازی ملی خود را در بازی‌های المپیک انجام داد، این باشگاه دو بازیکن اکیاسابال و پاتریسیو را در اختیار تیم قرار داد، که دومی اولین گل تاریخ اسپانیا در فوتبال بین‌المللی را در پیروزی ۱–۰ مقابل دانمارک در ۲۸ اوت ۱۹۲۰ به ثمر رساند. یکی دیگر از بازیکنان رئال یونیون، رنه پتی، در همان بازی‌های المپیک با فرانسه شرکت کرد. در دهه‌های ۷۰ و ۸۰، خاویر ایرورتا و روبرتو لوپز اوفارته، بازیکنان بین‌المللی اسپانیایی کار خود را با این باشگاه آغاز کردند.
در ۱۱ نوامبر ۲۰۰۸، رئال یونیون در کوپا دل ری ۰۹–۲۰۰۸ مقابل رئال مادرید با نتیجه ۳–۴ در سانتیاگو برنابئو شکست خورد، اما پس از پیروزی ۳–۲ خانگی در بازی اول (قانون گل‌های خارج از خانه) در مجموع یک پیروزی معروف را به دست آورد. این اولین بار در تاریخ بود که رئال مادرید توسط یک تیم سگوندا دیویسیون بی در خانه حذف شد.
باشگاه سرانجام پس از ۴۴ سال غیبت در سال ۲۰۰۹ به سگوندا دیویسیون بازگشت و سابادل (در مجموع ۲–۱) و آلکورکون (در مجموع ۳–۱) را در پلی‌آف صعود ۰۹–۲۰۰۸ شکست داد. با این حال، این یک بازگشت کوتاه مدت بود، زیرا تیم بلافاصله پس از گرفتن رتبه ۲۱ سقوط کرد.

## بازیکنان معروف
- خوان لگارتا
- مانوئل آناتول
- رنه پتی
- خوان آنخل سگورو
- پاتریسیو آرابلاسا
- مانوئل کاراسکو
- رامون اکیاسابال
- خولیو الیسگویی
- رامون امری
- خوان اررزکین
- ایکر گابرین
- فرانسیسکو گامبورنا
- خاویر ایرورتا
- روبرتو لوپز اوفارته
- لویس رگویرو
- پدرو ردریرو
- مانوئل ساگرزازو